# Aleksandra Bujakiewicz
Aleksandra Barbara Bujakiewicz – polska inżynier, profesor nauk technicznych, specjalistka w dziedzinie fotogrametrii, przewodnicząca Polskiego Towarzystwa Fotogrametrii i Teledetekcji, kierownik Katedry Geoinformatyki Politechniki Koszalińskiej.

## Życiorys
W 1961 ukończyła studia na kierunku geodezja i kartografia na Wydziale Geodezji i Kartografii Politechniki Warszawskiej. Na tym samym wydziale 24 kwietnia 1971 otrzymała stopień doktora na podstawie pracy pt. Budowa pojedynczego modelu fotogrametrycznego oraz nowa metoda numerycznego rozwiązania tego zadania w oparciu o zależności rzutowe oraz 25 kwietnia 1980 uzyskała habilitację w dyscyplinie geodezja i kartografia (specjalność: fotogrametria) w oparciu o rozprawę habilitacyjną pt. Badanie wartości pomiarowej długoogniskowych kamer niemetrycznych. 24 października 2006 otrzymała z rąk prezydenta RP Lecha Kaczyńskiego tytuł profesora nauk technicznych.
Od 1984 wykładała fotogrametrię na Wydziale Inżynierii Cywilnej na jednym z zambijskich uniwersytetów. Dwa lata później wygrała konkurs na stanowisko profesora na Wydziale Geodezji Uniwersytetu w Harare, w Zimbabwe. Tam również została członkiem uniwersyteckiego senatu i komisji ds. działalności naukowo-badawczej. Po trzech latach powróciła na zambijski uniwersytet, gdzie została dziekanem Wydziału Geodezji. Funkcję tę piastowała przez kolejne 10 lat.
W latach 2004–2006 kierowała projektem badawczym pt. Numeryczne modelowanie fragmentów rzeźb w celu rekonstrukcji oryginalnego kontekstu zabytku, realizowanym przez Instytut Fotogrametrii i Kartografii Politechniki Warszawskiej.
Była członkini Komitetu Geodezji Polskiej Akademii Nauk oraz była kierownik Zakładu Fotogrametrii, Teledetekcji i Systemów Informacji Przestrzennej na Politechnice Warszawskiej. 17 kwietnia 2013 wybrana przewodniczącą Polskiego Towarzystwa Fotogrametrii i Teledetekcji kadencji 2013-2016. Aktualnie pełni funkcję kierownika Katedry Geoinformatyki Politechniki Koszalińskiej.

## Wybrane publikacje
Poniższa lista przedstawia wybrane publikacje:
- Georeferencing of close range photogrammetric data. (2011); (współautorstwo z P. Podlasiakiem i D. Zawieską)
- Wykorzystanie różnoskalowych zdjęć dla zasilania bazy danych 3D obiektu architektonicznego. (2008); (współautorstwo z M. Arciszem i D. Zawieską)
- Weryfikacja hipotez wzajemnej przynależności fragmentów rzeźb poprzez dopasowywanie ich powierzchni przełamań. (2007); (współautorstwo z M. Kowalczykiem, P. Podlasiakiem i D. Zawieską)
- Fotogrametryczny pomiar powierzchni przełamań rzeźb archeologicznych w celu ich wzajemnego dopasowania. (2007); (współautorstwo z E. Andrzejewską, M. Kowalczykiem, P. Podlasiakiem i D. Zawieską)
- Trójwymiarowe modelowanie obiektów bliskiego zasięgu. (2006); (współautorstwo z D. Zawieską)